# دراکولا ۳: میراث
دراکولا ۳: میراث (به انگلیسی: Dracula III: Legacy) یک فیلم ترسناک آمریکایی محصول سال ۲۰۰۵ و دنباله دراکولا ۲۰۰۰ و دراکولا ۲: معراج محسوب می‌شود. این فیلم به کارگردانی پاتریک لوسیر و با بازی جیسون اسکات لی، جیسون لندن، روی شایدر و داین نیل می‌باشد. در تاریخ ۱۲ ژوئیه ۲۰۰۵ به صورت فیلم ویدئویی منتشر شد.

## داستان
در آینده ای نزدیک، «یوفیزی» و «لوک» به منطقه ای جنگ زده و دورافتاده در رومانی می‌روند تا «الیزابت» را نجات داده و کار خوناشام را یکبار برای همیشه تمام کنند. در میان راه آنها با خبرنگار و نیروهایی که تلاش می‌کنند با خوناشام مبارزه کنند برمی‌خورند و…